# Бърбън (окръг, Кентъки)
Окръг Бърбън (на английски: Bourbon County) е окръг в щата Кентъки, Съединени американски щати. Площта му е 756 km², а населението - 19 360 души (2000). Административен център е град Парис.